# Cynthia Olavarri
Cynthia „Cindy“ Olavarri (ur. 23 marca 1955 w Pleasant Hill) – amerykańska kolarka torowa i szosowa, srebrna medalistka torowych mistrzostw świata.

## Kariera
Największy sukces w karierze Cynthia Olavarri osiągnęła w 1983 roku, kiedy zdobyła srebrny medal w indywidualnym wyścigu na dochodzenie podczas mistrzostw świata w Zurychu. W zawodach tych wyprzedziła ją tylko jej rodaczka Connie Carpenter, a trzecie miejsce zajęła Jeannie Longo z Francji. W 1984 roku zajęła drugie miejsce w szosowym wyścigu Women's Challenge. Ponadto wielokrotnie zdobywała medale mistrzostw kraju, zarówno w kolarstwie torowym, jak i szosowym. Nigdy jednak nie wystąpiła na igrzyskach olimpijskich.